# واکنش بتی
واکنش بتی (به انگلیسی: Betti reaction) یک واکنش آلی است که طی آن یک آلدهید، یک آمین آروماتیک اولیه و یک فنول با هم واکنش داده و آلفا-آمینو بنزیل فنول‌ها را ایجاد می‌کنند. این واکنش شکل خاصی از واکنش مانیخ است.